# ألفين والسناجب (فلم)
ألفين والسناجب (بالإنجليزية: Alvin and the Chipmunks) هو فيلم كوميدي موسيقي أمريكي للرسوم المتحركة / بالحاسوب لعام 2007 من إخراج تيم هيل. استنادًا إلى الشخصيات التي تحمل الاسم نفسه التي أنشأها روس باجداسريان الأب ، نجوم الفيلم جاستن لونج وماثيو جراي جوبلر وجيسي مكارتني ، مع جيسون لي وديفيد كروس وكاميرون ريتشاردسون وجين لينش في الأدوار الداعمة.
تم إصداره في جميع أنحاء العالم في 14 ديسمبر 2007 بواسطة توينتيث سينشوري فوكس وتم إنتاجه بواسطة Fox 2000 Pictures و Regency Enterprises. حقق ألفين والسناجب 217 مليون دولار في أمريكا الشمالية و 361 مليون دولار في شباك التذاكر في جميع أنحاء العالم بميزانية قدرها 60 مليون دولار وكان سابع أفضل قرص DVD مبيعًا لعام 2008 ، حيث حقق أكثر من 101 مليون دولار. على الرغم من ذلك ، تلقى الفيلم تقييمات غير مواتية بشكل عام من النقاد.

## وصلات خارجية
- مقالات تستعمل روابط فنية بلا صلة مع ويكي بيانات